# Інтробіо
Інтробіо (італ. Introbio) — муніципалітет в Італії, у регіоні Ломбардія,  провінція Лекко.
Інтробіо розташоване на відстані близько 520 км на північний захід від Рима, 60 км на північ від Мілана, 14 км на північ від Лекко.
Населення — 1996 осіб (2014).
Покровитель — Sant'Antonio Abate.

## Демографія
Населення за роками:

Станом на 1 січня 2023 року в муніципалітеті офіційно проживали 132 іноземці з 24 країн, серед них 20 громадян країн Євросоюзу та 2 громадяни України.

## Сусідні муніципалітети
- Барціо
- Джерола-Альта
- Пастуро
- Премана
- Прималуна
- Вальторта